# Свободно съдържание
Свободно съдържание или свободна информация е термин от интелектуалната собственост, с който се означава всеки вид функционална или творческа работа – включително текстове, изображения, звук и видео – или друго креативно съдържание, което отговаря на определението за свободни произведения на културата. Тоест тези произведения трябва да бъдат публикувани при условия и във формат, които разрешават и осигуряват те свободно (без законови пречки):
- да се ползват и копират;
- да се споделят и разпространяват;
- да се променя и модифицира тяхното съдържание.

Макар че съществуват различни дефиниции, в общи линии „свободното съдържание“ се припокрива с „отвореното съдържание“.
Свободното съдържание е сходно с понятието „свободен софтуер“, с което се означават компютърните програми, достъпни при подобни условия.
Към свободното съдържание се прилагат различни лицензи, основаващи се на законите за авторското право. Един от най-разпространените е Лицензът за свободна документация на ГНУ. Други лицензи за свободно съдържание са някои от предложените от асоциацията „Криейтив Комънс“, когато промяната и ползването с търговска цел не са ограничени.
Статутът „обществено достояние“, който имат много творби, е съвместим с Лиценза за свободна документация само еднопосочно: при него няма никакви ограничения или задължения новопридобитите опит и знания да се предоставят обратно на обществото.